# Весп
Весп (нід. Weesp) — місто й міська територія в муніципалітеті Амстердамі та колишній муніципалітет у нідерландській провінції Північній Голландії. Місто лежить у південно-східній частині провінції, відразу на схід від каналу Амстердам-Рейн, за 3 км від Амстердама. Площа міської території: 21,88 км², з них суша становить 20,58 км². На 2019 рік у Веспі жило 19 334 осіб. Середня щільність населення — 801,1 чол / км². На території міста є одна залізнична станція — Весп (з 15 км від Центрального вокзалу Амстердама).
У міській території є такі населені пункти: Весп, Де-Горн і Ейтермер.
24 березня 2022 року Весп долучився до амстердамського муніципалітету.

## Історія
До раннього середньовіччя регіон навколо Веспа був незаселеним торф'яним болотом. Весп (Wesopa в латинських документах) дістав міські права в 1355 році й відсвяткував своє 650-річчя як місто в 2005 році.
З пізнього середньовіччя річка Вехт (Vecht) була оборонною лінією графства Голландії й зоставалась військовою оборонною лінією до Другої світової війни. Весп був сильно укріплений — більше, ніж того вимагав його розмір; більшу частину своєї історії він налічував кілька тисяч пожильців.
До реформації церква була присвячена святому Лаврентієві. У ній досі правлять протестантські служби. У вежі є славнозвісний карильйон від Пітера Гемоні, відлитий у 1671 році. Коли нідерландські католики в 19 столітті дістали однакових прав із протестантами, у Веспі зведено католицьку церкву.